# Пан Гвиман
Пан Гвиман (кор. 방 귀만; 4 мая 1983, Намъянджу) — корейский дзюдоист лёгкой и полулёгкой весовых категорий, выступает за сборную Южной Кореи с 2002 года. Участник летних Олимпийских игр в Афинах, чемпион Азиатских игр в командной дисциплине, двукратный чемпион Азии, победитель многих турниров национального и международного значения.

## Биография
Пан Гвиман родился 4 мая 1983 года в городе Намъянджу провинции Кёнгидо. Впервые заявил о себе в сезоне 2002 года, выиграв серебряную медаль на открытом международном турнире в Циндао. В следующем году отметился победой на домашнем международном турнире в Чеджу, где взял верх над всеми оппонентами по турнирной сетке в своём весовом дивизионе.
Первого серьёзного успеха на взрослом международном уровне добился в 2004 году, когда попал в основной состав корейской национальной сборной и побывал на чемпионате Азии в Алма-Ате, откуда привёз награду бронзового достоинства, выигранную в полулёгкой весовой категории. Благодаря череде удачных выступлений удостоился права защищать честь страны на летних Олимпийских играх в Афинах, однако выступил здесь крайне неудачно, в первом же поединке потерпел поражение от бразильца Энрике Гимарайнша и тем самым лишился всяких шансов на попадание в число призёров.
После афинской Олимпиады Пан остался в основном составе дзюдоистской команды Южной Кореи и продолжил принимать участие в крупнейших международных турнирах. Так, в 2005 году он получил бронзу на азиатском первенстве в Ташкенте, занял пятое место на этапах Суперкубка мира в Гамбурге и Париже. Год спустя стал серебряным призёром восточноазиатского чемпионата по дзюдо в Улан-Баторе, ещё через год на чемпионате Азии в Эль-Кувейте одолел в полулёгком весе всех своих оппонентов, в том числе действующего чемпиона из Монголии Хашбаатарына Цагаанбаатара, и завоевал таким образом золотую медаль.
В 2009 году, поднявшись в лёгкую весовую категорию, Пан Гвиман одержал победу на азиатском первенстве в Тайбэе, на этапе Кубка мира в Улан-Баторе и на гран-при Циндао. По итогам следующего сезона добавил в послужной список множество наград, выигранных на различных международных турнирах, в частности взял золото на восточноазиатском чемпионате в Макао, на мастерском турнире IJF, на этапах мирового кубка в Праге, Сувоне и Риме, получил серебро на командном Кубке мира в Сальвадоре и на турнире большого шлема в Москве, удостоился бронзы на командном первенстве мира в Анталии. На домашних Азиатских играх 2014 года в Инчхоне выиграл золотую медаль в командной дисциплине и получил бронзу в зачёте лёгкого веса, уступив на стадии четвертьфиналов японцу Хироюки Акимото.